# 고령군·성주군·칠곡군
고령군·성주군·칠곡군은 대한민국의 국회의원 선거구이다. 경상북도 고령군, 성주군, 칠곡군 전역을 관할한다. 현 지역구 국회의원은 국민의힘의 정희용이다.

## 역사
대한민국 제17대 국회의원 선거를 앞두고 고령군·성주군 선거구와 칠곡군 선거구가 통합되면서 신설되었다.

## 관할 구역
| 대수  | 관할 구역                           |
| ----- | ----------------------------------- |
| 17대~ | 고령군 일원 성주군 일원 칠곡군 일원 |

## 역대 국회의원
| 선거   | 정당 | 정당       | 의원   |
| ------ | ---- | ---------- | ------ |
| 2004년 |      | 한나라당   | 이인기 |
| 2008년 |      | 무소속     | 이인기 |
| 2012년 |      | 새누리당   | 이완영 |
| 2016년 |      | 새누리당   | 이완영 |
| 2020년 |      | 미래통합당 | 정희용 |
| 2024년 |      | 국민의힘   | 정희용 |

## 역대 선거 결과

### 대한민국 제17대 국회의원 선거
|  | 60.99% |

|  | 39.00% |

### 대한민국 제18대 국회의원 선거
|  | 49.37% |

|  | 47.04% |

|  | 3.58% |

### 대한민국 제19대 국회의원 선거
|  | 50.49% |

|  | 33.37% |

|  | 11.73% |

|  | 3.78% |

|  | 0.59% |

### 대한민국 제20대 국회의원 선거
|  | 69.48% |

|  | 30.51% |

### 대한민국 제21대 국회의원 선거
|  | 62.71% |

|  | 24.02% |

|  | 12.23% |

|  | 1.03% |

### 대한민국 제22대 국회의원 선거
|  | 76.23% |

|  | 21.49% |

|  | 2.27% |